# 濱野仁至
濱野 仁至（はまの ひとし、8月30日）は、日本の男性声優。以前はぷろだくしょんバオバブに所属していた。埼玉県出身。

## 出演作品

### テレビアニメ
- 獣神演武 HERO TALES（17話/青龍党員）

### OVA
- ファイナルファンタジーVII アドベントチルドレン（父親A）

### 吹き替え
- クリミナル・マインド4 FBI行動分析課
- ミリタリー・ヒストリー　ハイテク兵器革命
- ALIVE<奇跡の生還者達> Season2 ボーイスカウト 死の散策～グランドキャニオンの悲劇～

### その他
- ポッドキャスト・ドラマ「耳がミケランジェロ」　第４期｢海とブログともてない男｣ （茂吉）